# Шмелевское сельское поселение
Шмелевское сельское поселение — муниципальное образование в составе Свечинского района Кировской области России, существовавшее в 2006 — 2010 годах.
Центр — деревня Шмелево.

## История
Шмелевское сельское поселение образовано 1 января 2006 года согласно Закону Кировской области от 07.12.2004 № 284-ЗО.
Законом Кировской области от 23 декабря 2010 года № 595-ЗО поселение упразднено, населённые пункты включены в Свечинское сельское поселение (с центром в селе Юма).

## Состав
В состав поселения входили 12 населённых пунктов:
- деревня Шмелево
- село Ацвеж
- деревня Воспиченки
- железнодорожная казарма 839 км
- деревня Казань
- остановка Капиданцы
- деревня Козлы-Коничи
- деревня Луконенки
- деревня Несветаевы
- деревня Ондрики
- деревня Саменки
- деревня Шапки